# 桂北木姜子
桂北木姜子（学名：Litsea subcoriacea）为樟科木姜子属下的一个种。